# 硫酸アンモニウム鉄(II)
硫酸アンモニウム鉄(II)（りゅうさんアンモニウムてつに、ammonium iron(II) sulfate）またはモール塩（モールえん、Mohr's Salt）は化学式 (NH4)2Fe(SO4)2·6H2O で表される無機化合物である。Fe2+ と NH4+ の2種類のカチオンを含み、硫酸鉄(II)と硫酸アンモニウムの複塩である。研究室において頻繁に用いられる試薬である。ほかの硫酸鉄塩と同じく、水に溶けてアクア錯体 [Fe(H2O)6]2+ をつくる。これは水分子が正八面体方向に鉄原子に配位した構造を持つ。

## 用途
他の硫酸鉄(II)の塩に比べて、硫酸アンモニウム鉄(II)は鉄(III)に酸化されにくいので、分析化学において滴定によく用いられる。溶液中での鉄(II)イオンの酸化のされやすさは pH に強く依存していて、pH が高いほど酸化されやすい。モール塩の水溶液においては、アンモニウムイオンが溶液をわずかに酸性にするので、酸化プロセスが起こりにくい。
モール塩の名はドイツ人化学者であるカール・フリードリヒ・モールにちなんでいる。19世紀、彼は滴定に関する多くの重要な方法論を発展させた。